# Konstancja Bretońska
Konstancja Bretońska (ur. ok. 1161, zm. 5 września 1201 w Nantes) – księżna Bretanii w latach 1166-1201 i hrabina Richmond w latach 1171-1201. Jedyne dziecko Conana IV, księcia Bretanii i hrabiego Richmond, oraz jego żony Małgorzaty, córki Henryka Szkockiego, 3. hrabiego Huntington (wnuczki króla Dawida I Świętego).
W 1181 r. Konstancja poślubiła Godfryda Plantageneta (23 września 1158 - 19 sierpnia 1186), czwartego syna króla Anglii Henryka II Plantageneta i Eleonory Akwitańskiej, córki Wilhelma X Świętego, księcia Akwitanii. Godfryd poprzez to małżeństwo został księciem Bretanii i sprawnie rządził księstwem aż do swojej śmierci. Zmarł w 1186 r. Konstancja dalej rządziła już sama Bretanią, w 1196 r. abdykowała na rzecz swojego syna Artura.
Król Henryk jednak zmusił ją w 1188 r. do poślubienia Ranulpha de Blondeville, 4. hrabiego Chester (1172 - 1232), syna Hugh de Kevelioc, 3. hrabiego Chester, i Bertrady, córki Szymona III de Montfort. Małżeństwo to nie było pomyślne – w 1198 r. Ranulf uwięził żonę w Pontorson lub w Teillay, czym wzniecił rebelię w całej Bretanii. Konstancja została ostatecznie uwolniona, a drugie małżeństwo anulowane.
Konstancja wyszła za mąż po raz trzeci, tym razem za Gwidona z Thouars (zm. 13 kwietnia 1213). Zmarła na trąd w 1201 r. i została pochowana w Villeneuve Abbey.

## Potomstwo
Konstancja i Godfryd mieli razem syna i trzy córki:
- Eleonora (1182/84 - 1241)
- Matylda (ok. 1185–1189)
- Artur (1187 - kwiecień 1203), książę Bretanii

Konstancja i Gwidon mieli razem trzy córki:
- Alicja z Thouars (1200 - 21 października 1221), księżna Bretanii
- Katarzyna z Thouars (1/5 września 1201–1237/1240), żona Andrzeja III, pana de Vitre
- Małgorzata z Thouars (1/5 września 1201–1216/1220), żona Godfryda I, wicehrabia z Rohan[1]